# Victoria de Cortazar
Victoria de Cortazar es una localidad del estado mexicano de Guanajuato. Es parte del municipio de Jaral del Progreso.

## Toponimia
El nombre de la población rinde homenaje a Luis Cortazar y Rábago, héroe de la Independencia de México, quien habitó la población antes de unirse a la insurgencia.

## Historia
La población fue fundada el siglo XVII como una hacienda de la Orden de San Agustín bajo el nombre de «Hacienda Santa Rita de la Zanja». El nombre aludía a la santa patrona de la población: Rita de Casia. A inicios del siglo siglo XIX la hacienda pasó a control de Luis Cortazar y Rábago, quien mandó a construir una presa para regar los cultivos de caña de la localidad. En 1810 Luis Cortazar decide unirse a la insurgencia de Miguel Hidalgo y apoyar la Independencia de México.
En 1930 la localidad es renombrada a «Victoria de Cortazar» para homenajear al líder insurgente.

## Demografía
| Gráfica de evolución demográfica |
|                                  |

| Censo | Población |
| ----- | --------- |
| 1921  | 1 453     |
| 1930  | 1 560     |
| 1940  | 1 861     |
| 1950  | 2 137     |
| 1960  | 2 445     |
| 1970  | 2 849     |
| 1980  | 3 530     |
| 1990  | 3 902     |
| 2000  | 3 851     |
| 2010  | 3 950     |
| 2020  | 4 012     |